# 3.ª etapa del Tour de Francia 2022
La 3.ª etapa del Tour de Francia 2022 tuvo lugar el 3 de julio de 2022 entre Vejle y Sønderborg en Dinamarca sobre un recorrido de 182 km. El vencedor fue el neerlandés Dylan Groenewegen del BikeExchange-Jayco y el belga Wout van Aert consiguió mantener el liderato antes del primer día de descanso y el traslado a Francia.

## Clasificación de la etapa
| Vejle - Sønderborg | etapa llana | (182 km) |

| \| Clasificación de la etapa \| Clasificación de la etapa \| Clasificación de la etapa \| Clasificación de la etapa \| Clasificación de la etapa \| \| Ciclista \| Ciclista \| Equipo \| Tiempo \| \| \| ------------------------- \| ------------------------- \| ------------------------- \| ------------------------- \| ------------------------- \| \| 1.º \| Dylan Groenewegen \| BikeExchange-Jayco \| 4 h 11 min 33 s \| \| \| 2.º \| Wout van Aert \| Jumbo-Visma \| + 0 s \| \| \| 3.º \| Jasper Philipsen \| Alpecin-Deceuninck \| + 0 s \| \| \| 4.º \| Peter Sagan \| TotalEnergies \| + 0 s \| \| \| 5.º \| Fabio Jakobsen \| Quick-Step Alpha Vinyl \| + 0 s \| \| \| 6.º \| Christophe Laporte \| Jumbo-Visma \| + 0 s \| \| \| 7.º \| Alberto Dainese \| Team DSM \| + 0 s \| \| \| 8.º \| Hugo Hofstetter \| Arkéa-Samsic \| + 0 s \| \| \| 9.º \| Caleb Ewan \| Lotto-Soudal \| + 0 s \| \| \| 10.º \| Danny van Poppel \| Bora-Hansgrohe \| + 0 s \| \| |                    |                        |                 |
| |                    |                        |                 |
| Fuente: ProCyclingStats |                    |                        |                 |
| Clasificación de la etapa |                    |                        |                 |
| Ciclista | Ciclista           | Equipo                 | Tiempo          |
| 1.º | Dylan Groenewegen  | BikeExchange-Jayco     | 4 h 11 min 33 s |
| 2.º | Wout van Aert      | Jumbo-Visma            | + 0 s           |
| 3.º | Jasper Philipsen   | Alpecin-Deceuninck     | + 0 s           |
| 4.º | Peter Sagan        | TotalEnergies          | + 0 s           |
| 5.º | Fabio Jakobsen     | Quick-Step Alpha Vinyl | + 0 s           |
| 6.º | Christophe Laporte | Jumbo-Visma            | + 0 s           |
| 7.º | Alberto Dainese    | Team DSM               | + 0 s           |
| 8.º | Hugo Hofstetter    | Arkéa-Samsic           | + 0 s           |
| 9.º | Caleb Ewan         | Lotto-Soudal           | + 0 s           |
| 10.º | Danny van Poppel   | Bora-Hansgrohe         | + 0 s           |

## Clasificaciones al final de la etapa

### Clasificación general(Maillot Jaune)
| \| Clasificación general \| Clasificación general \| Clasificación general \| Clasificación general \| Clasificación general \| \| Ciclista \| Ciclista \| Equipo \| Tiempo \| \| \| --------------------- \| --------------------- \| ---------------------- \| --------------------- \| --------------------- \| \| 1.º \| Wout van Aert \| Jumbo-Visma \| 9 h 01 min 17 s \| \| \| 2.º \| Yves Lampaert \| Quick-Step Alpha Vinyl \| + 7 s \| \| \| 3.º \| Tadej Pogačar \| UAE Team Emirates \| + 14 s \| \| \| 4.º \| Mads Pedersen \| Trek-Segafredo \| + 18 s \| \| \| 5.º \| Mathieu van der Poel \| Alpecin-Deceuninck \| + 20 s \| \| \| 6.º \| Jonas Vingegaard \| Jumbo-Visma \| + 22 s \| \| \| 7.º \| Primož Roglič \| Jumbo-Visma \| + 23 s \| \| \| 8.º \| Adam Yates \| Ineos Grenadiers \| + 30 s \| \| \| 9.º \| Michael Matthews \| BikeExchange-Jayco \| + 32 s \| \| \| 10.º \| Geraint Thomas \| Ineos Grenadiers \| + 32 s \| \| |                      |                        |                 |
| |                      |                        |                 |
| Fuente: ProCyclingStats |                      |                        |                 |
| Clasificación general |                      |                        |                 |
| Ciclista | Ciclista             | Equipo                 | Tiempo          |
| 1.º | Wout van Aert        | Jumbo-Visma            | 9 h 01 min 17 s |
| 2.º | Yves Lampaert        | Quick-Step Alpha Vinyl | + 7 s           |
| 3.º | Tadej Pogačar        | UAE Team Emirates      | + 14 s          |
| 4.º | Mads Pedersen        | Trek-Segafredo         | + 18 s          |
| 5.º | Mathieu van der Poel | Alpecin-Deceuninck     | + 20 s          |
| 6.º | Jonas Vingegaard     | Jumbo-Visma            | + 22 s          |
| 7.º | Primož Roglič        | Jumbo-Visma            | + 23 s          |
| 8.º | Adam Yates           | Ineos Grenadiers       | + 30 s          |
| 9.º | Michael Matthews     | BikeExchange-Jayco     | + 32 s          |
| 10.º | Geraint Thomas       | Ineos Grenadiers       | + 32 s          |

### Clasificación por puntos(Maillot Vert)
| Clasificación por puntos | Clasificación por puntos | Clasificación por puntos | Clasificación por puntos | Clasificación por puntos |
| Ciclista                 | Ciclista                 | Equipo                   | Puntos                   |                          |
| ------------------------ | ------------------------ | ------------------------ | ------------------------ | ------------------------ |
| 1.º                      | Wout van Aert            | Jumbo-Visma              | 107 pts                  |                          |
| 2.º                      | Fabio Jakobsen           | Quick-Step Alpha Vinyl   | 90 pts                   |                          |
| 3.º                      | Dylan Groenewegen        | BikeExchange-Jayco       | 60 pts                   |                          |
| 4.º                      | Peter Sagan              | TotalEnergies            | 54 pts                   |                          |
| 5.º                      | Magnus Cort              | EF Education-EasyPost    | 42 pts                   |                          |
| 6.º                      | Christophe Laporte       | Jumbo-Visma              | 37 pts                   |                          |
| 7.º                      | Caleb Ewan               | Lotto-Soudal             | 37 pts                   |                          |
| 8.º                      | Jasper Philipsen         | Alpecin-Deceuninck       | 36 pts                   |                          |
| 9.º                      | Mads Pedersen            | Trek-Segafredo           | 35 pts                   |                          |
| 10.º                     | Danny van Poppel         | Bora-Hansgrohe           | 26 pts                   |                          |

### Clasificación de la montaña(Maillot à Pois Rouges)
| Clasificación de la montaña | Clasificación de la montaña | Clasificación de la montaña | Clasificación de la montaña | Clasificación de la montaña |
| Ciclista                    | Ciclista                    | Equipo                      | Puntos                      |                             |
| --------------------------- | --------------------------- | --------------------------- | --------------------------- | --------------------------- |
| 1.º                         | Magnus Cort                 | EF Education-EasyPost       | 6 pts                       |                             |
| 2.º                         | Quinn Simmons               | Trek-Segafredo              | -1 pt                       |                             |

### Clasificación del mejor joven(Maillot Blanc)
| Clasificación del mejor joven | Clasificación del mejor joven | Clasificación del mejor joven | Clasificación del mejor joven | Clasificación del mejor joven |
| Ciclista                      | Ciclista                      | Equipo                        | Tiempo                        |                               |
| ----------------------------- | ----------------------------- | ----------------------------- | ----------------------------- | ----------------------------- |
| 1.º                           | Tadej Pogačar                 | UAE Team Emirates             | 9 h 01 min 31 s               |                               |
| 2.º                           | Thomas Pidcock                | Ineos Grenadiers              | + 17 s                        |                               |
| 3.º                           | Florian Vermeersch            | Lotto-Soudal                  | + 26 s                        |                               |
| 4.º                           | Brandon McNulty               | UAE Team Emirates             | + 36 s                        |                               |
| 5.º                           | Nils Eekhoff                  | Team DSM                      | + 40 s                        |                               |
| 6.º                           | Quinn Simmons                 | Trek-Segafredo                | + 51 s                        |                               |
| 7.º                           | Kevin Geniets                 | Groupama-FDJ                  | + 52 s                        |                               |
| 8.º                           | Andreas Leknessund            | Team DSM                      | + 59 s                        |                               |
| 9.º                           | Mikkel Bjerg                  | UAE Team Emirates             | + 1 min 05 s                  |                               |
| 10.º                          | Stefan Bissegger              | EF Education-EasyPost         | + 1 min 07 s                  |                               |

### Clasificación por equipos(Classement par Équipe)
| Clasificación por equipos | Clasificación por equipos          | Clasificación por equipos | Clasificación por equipos |
| Equipo                    | Equipo                             | Tiempo                    |                           |
| ------------------------- | ---------------------------------- | ------------------------- | ------------------------- |
| 1.º                       | Jumbo-Visma                        | 27 h 04 min 48 s          |                           |
| 2.º                       | Ineos Grenadiers                   | + 21 s                    |                           |
| 3.º                       | Trek-Segafredo                     | + 37 s                    |                           |
| 4.º                       | Quick-Step Alpha Vinyl             | + 42 s                    |                           |
| 5.º                       | Bora-Hansgrohe                     | + 57 s                    |                           |
| 6.º                       | UAE Team Emirates                  | + 1 min 20 s              |                           |
| 7.º                       | BikeExchange-Jayco                 | + 1 min 35 s              |                           |
| 8.º                       | Groupama-FDJ                       | + 1 min 35 s              |                           |
| 9.º                       | Team DSM                           | + 1 min 44 s              |                           |
| 10.º                      | Intermarché-Wanty-Gobert Matériaux | + 1 min 48 s              |                           |

## Abandonos
Ninguno.